# Kanton Cherbourg-en-Cotentin-1
Cherbourg-en-Cotentin-1 is een op 22 maart 2015 gevormd kanton van het Franse departement Manche in de regio Normandië.
Het kanton omvat uitsluitend een (noordelijk) deel van Cherbourg-Octeville, sinds 1 januari 2016 een deelgemeente van de gemeente Cherbourg-en-Cotentin, en maakt deel uit van het arrondissement Cherbourg.
Op 5 maart 2020 werd het kanton officieel hernoemd van Cherbourg-Octeville-1 naar Cherbourg-en-Cotentin-1 in overeenkomst met de naam van de gemeente Cherbourg-en-Cotentin.
Agon-Coutainville · Avranches · Bréhal · Bricquebec-en-Cotentin · Carentan-les-Marais · Cherbourg-en-Cotentin-1 · -2 · -3 · -4 · -5 · Condé-sur-Vire · Coutances · Créances · Granville · La Hague · Isigny-le-Buat · Le Mortainais · Les Pieux · Pont-Hébert · Pontorson · Quettreville-sur-Sienne · Saint-Hilaire-du-Harcouët · Saint-Lô-1 · -2 · Valognes · Val-de-Saire · Villedieu-les-Poêles